# Bułgaria na Letnich Igrzyskach Olimpijskich 2012
Bułgarię na Letnich Igrzyskach Olimpijskich 2012 reprezentowało 63 zawodników: 37 mężczyzn i 26 kobiety. Był to 19 start reprezentacji Bułgarii na letnich igrzyskach olimpijskich.

## Zdobyte medale
| Medal  | Zawodnik       | Dyscyplina | Konkurencja                     | Rezultat                                                  |
| ------ | -------------- | ---------- | ------------------------------- | --------------------------------------------------------- |
| Srebro | Stanka Złatewa | Zapasy     | styl wolny waga do 72 kg kobiet | w finale przegrała z Rosjanką Natalją Worobjową 0:5       |
| Brąz   | Terweł Pulew   | Boks       | waga ciężka do 91 kg mężczyzn   | w półfinale przegrał z Ukraińcem Ołeksandrem Usykiem 5-25 |

## Skład kadry

### Badminton
Kobiety
| Zawodniczka      | Konkurencja    | Faza grupowa         | Faza grupowa            | Faza grupowa         | Faza grupowa | Eliminacje           | Ćwierćfinał          | Półfinał             | Finał                | Finał   |
| Zawodniczka      | Konkurencja    | Przeciwniczka Punkty | Przeciwniczka Punkty    | Przeciwniczka Punkty | Miejsce      | Przeciwniczka Punkty | Przeciwniczka Punkty | Przeciwniczka Punkty | Przeciwniczka Punkty | Miejsce |
| ---------------- | -------------- | -------------------- | ----------------------- | -------------------- | ------------ | -------------------- | -------------------- | -------------------- | -------------------- | ------- |
| Petja Nedełczewa | gra pojedyncza | Alesia Zajcawa 2-0   | Adriyanti Firdasari 0-2 |                      | 2.           |                      |                      |                      |                      | 17.     |

### Boks
Mężczyźni
| Zawodnik               | Konkurencja | 1/16                  | 1/8                 | Ćwierćfinał            | Półfinał            | Finał            | Finał   |
| Zawodnik               | Konkurencja | Przeciwnik Wynik      | Przeciwnik Wynik    | Przeciwnik Wynik       | Przeciwnik Wynik    | Przeciwnik Wynik | Miejsce |
| ---------------------- | ----------- | --------------------- | ------------------- | ---------------------- | ------------------- | ---------------- | ------- |
| Aleksandyr Aleksandrow | 49 kg       | Juliano Máquina 22-7  | Shin Jong-hun 15-14 | Kaeo Pongprayoon 10-16 |                     |                  | 5.      |
| Detelin Dałaklijew     | 56 kg       | Ayabonga Sonijca 15-6 | Ibrahim Balla 14-10 | Luke Campbell 15-16    |                     |                  | 5.      |
| Terweł Pulew           | 91 kg       |                       | Wang XuanXuan 10-7  | Yamil Peralta 13-10    | Ołeksandr Usyk 5-21 |                  | brąz    |

Kobiety
| Zawodnik       | Konkurencja | 1/8                   | Ćwierćfinał       | Półfinał         | Finał            | Finał   |
| Zawodnik       | Konkurencja | Przeciwnik Wynik      | Przeciwnik Wynik  | Przeciwnik Wynik | Przeciwnik Wynik | Miejsce |
| -------------- | ----------- | --------------------- | ----------------- | ---------------- | ---------------- | ------- |
| Stojka Petrowa | 51 kg       | Siona Fernandes 23-11 | Nicola Adams 7-16 |                  |                  | 5.      |

### Gimnastyka
Mężczyźni
| Zawodnik       | Konkurencje            | Konkurencje            | Konkurencje     | Konkurencje     | Konkurencje                 | Konkurencje                 | Konkurencje          | Konkurencje          | Konkurencje            | Konkurencje            | Konkurencje         | Konkurencje         | Konkurencje | Konkurencje | Konkurencje        | Konkurencje        |
| Zawodnik       | Wielobój indywidualnie | Wielobój indywidualnie | Ćwiczenia wolne | Ćwiczenia wolne | Ćwiczenia na koniu z łękami | Ćwiczenia na koniu z łękami | Ćwiczenia na kółkach | Ćwiczenia na kółkach | Ćwiczenia na poręczach | Ćwiczenia na poręczach | Ćwiczenia na drążku | Ćwiczenia na drążku | Skoki       | Skoki       | Wielobój drużynowy | Wielobój drużynowy |
| Zawodnik       | Wynik                  | Pozycja                | Wynik           | Pozycja         | Wynik                       | Pozycja                     | Wynik                | Pozycja              | Wynik                  | Pozycja                | Wynik               | Pozycja             | Wynik       | Pozycja     | Wynik              | Pozycja            |
| -------------- | ---------------------- | ---------------------- | --------------- | --------------- | --------------------------- | --------------------------- | -------------------- | -------------------- | ---------------------- | ---------------------- | ------------------- | ------------------- | ----------- | ----------- | ------------------ | ------------------ |
| Jordan Jowczew |                        |                        |                 |                 |                             |                             | 15,108               | 8.                   |                        |                        |                     |                     |             |             |                    |                    |

Kobiety
| Zawodniczka    | Wynik                  | Wynik                  | Wynik           | Wynik           | Wynik                  | Wynik                  | Wynik                   | Wynik                   | Wynik  | Wynik   | Wynik              | Wynik              |
| Zawodniczka    | Wielobój indywidualnie | Wielobój indywidualnie | Ćwiczenia wolne | Ćwiczenia wolne | Ćwiczenia na poręczach | Ćwiczenia na poręczach | Ćwiczenia na równoważni | Ćwiczenia na równoważni | Skoki  | Skoki   | Wielobój drużynowy | Wielobój drużynowy |
| Zawodniczka    | Wynik                  | Pozycja                | Wynik           | Pozycja         | Wynik                  | Pozycja                | Wynik                   | Pozycja                 | Wynik  | Pozycja | Wynik              | Pozycja            |
| -------------- | ---------------------- | ---------------------- | --------------- | --------------- | ---------------------- | ---------------------- | ----------------------- | ----------------------- | ------ | ------- | ------------------ | ------------------ |
| Ralitsa Milewa | 48,432                 | 56.                    | 12,200          | 74.             | 10,966                 | 74.                    | 12,066                  | 65.                     | 13,200 | 68.     |                    |                    |

#### Gimnastyka artystyczna
| Zawodnik                                                                                                 | Konkurencja           | Eliminacje | Eliminacje | Finał   | Finał   |
| Zawodnik                                                                                                 | Konkurencja           | Wynik      | Pozycja    | Wynik   | Pozycja |
| --- | --------------------- | ---------- | ---------- | ------- | ------- |
| Siłwija Mitewa                                                                                           | wielobój indywidualny | 110,925    | 4.         | 108,950 | 8.      |
| Renata Kamberowa Michaeła Maewska Cwetelina Najdenowa Elena Todorowa Christijana Todorowa Katrin Wełkowa | zawody drużynowe      | 54,625     | 4.         | 54,375  | 7.      |

### Judo
Mężczyźni
| Zawodnik      | Konkurencja | 1/32             | 1/16                    | 1/8              | Ćwierćfinał      | Półfinał         | Pierwsza runda repasaży | Półfinał repasaży | Finał            | Finał   |
| Zawodnik      | Konkurencja | Przeciwnik Wynik | Przeciwnik Wynik        | Przeciwnik Wynik | Przeciwnik Wynik | Przeciwnik Wynik | Przeciwnik Wynik        | Przeciwnik Wynik  | Przeciwnik Wynik | Pozycja |
| ------------- | ----------- | ---------------- | ----------------------- | ---------------- | ---------------- | ---------------- | ----------------------- | ----------------- | ---------------- | ------- |
| Martin Iwanow | - 66 kg     |                  | Siergiej Lim 0001- 0101 |                  |                  |                  |                         |                   |                  | 17.     |

### Kajakarstwo
Mężczyźni
| Zawodnik         | Konkurencja | Eliminacje | Eliminacje | Półfinały | Półfinały | Finał A/B | Finał A/B | Pozycja |
| Zawodnik         | Konkurencja | Czas       | Pozycja    | Czas      | Pozycja   | Czas      | Pozycja   | Pozycja |
| ---------------- | ----------- | ---------- | ---------- | --------- | --------- | --------- | --------- | ------- |
| Mirosław Kirczew | K-1 1000m   | 3:30,768   | 3.         | 3:30,818  | 5.        | 3:33,051  | 3. (B)    | 11.     |

### Kolarstwo

#### Kolarstwo szosowe
| Zawodnik      | Konkurencja                    | Czas                 | Pozycja              |
| ------------- | ------------------------------ | -------------------- | -------------------- |
| Danaił Petrow | wyścig ze startu wspólnego (m) | 5:46:37              | 61.                  |
| Spas Gujarow  | wyścig ze startu wspólnego (m) | Nie ukończył wyścigu | Nie ukończył wyścigu |

### Lekkoatletyka
Mężczyźni
Konkurencje techniczne
| Zawodnik      | Konkurencja    | Kwalifikacje | Kwalifikacje | Finał | Finał   |
| Zawodnik      | Konkurencja    | Wynik        | Miejsce      | Wynik | Miejsce |
| ------------- | -------------- | ------------ | ------------ | ----- | ------- |
| Georgi Iwanow | pchnięcie kulą | 19,63        | 22.          |       |         |
| Wiktor Ninow  | skok wzwyż     | 2,16         | 28.          |       |         |

Kobiety
Konkurencje biegowe
| Zawodnik         | Konkurencja           | Eliminacje                         | Eliminacje                         | Ćwierćfinał                        | Ćwierćfinał                        | Półfinał                           | Półfinał                           | Finał                              | Finał                              |
| Zawodnik         | Konkurencja           | Wynik                              | Miejsce                            | Wynik                              | Miejsce                            | Wynik                              | Miejsce                            | Wynik                              | Miejsce                            |
| ---------------- | --------------------- | ---------------------------------- | ---------------------------------- | ---------------------------------- | ---------------------------------- | ---------------------------------- | ---------------------------------- | ---------------------------------- | ---------------------------------- |
| Wanja Stambołowa | 400 m przez płotki    | Nie ukończyła biegu eliminacyjnego | Nie ukończyła biegu eliminacyjnego | Nie ukończyła biegu eliminacyjnego | Nie ukończyła biegu eliminacyjnego | Nie ukończyła biegu eliminacyjnego | Nie ukończyła biegu eliminacyjnego | Nie ukończyła biegu eliminacyjnego | Nie ukończyła biegu eliminacyjnego |
| Siłwija Danekowa | 3000 m z przeszkodami | 9:59,52                            | 11.                                |                                    |                                    |                                    |                                    |                                    |                                    |
| Iwet Łałowa      | 100 m                 | 11,06                              | 2.                                 |                                    |                                    | 11,31                              | 6.                                 |                                    |                                    |
| Iwet Łałowa      | 200 m                 | 23,01                              | 5.                                 |                                    |                                    | 22,98                              | 6.                                 |                                    |                                    |

Konkurencje techniczne
| Zawodniczka             | Konkurencja    | Kwalifikacje | Kwalifikacje       | Finał | Finał   |
| Zawodniczka             | Konkurencja    | Wynik        | Miejsce            | Wynik | Miejsce |
| ----------------------- | -------------- | ------------ | ------------------ | ----- | ------- |
| Wenelina Wenewa-Mateewa | skok wzwyż     | 1,85         | 20.                |       |         |
| Radosława Mawrodiewa    | pchnięcie kulą | XXX          | Nie sklasyfikowana |       |         |
| Andriana Banowa         | trójskok       | 13,33        | 32.                |       |         |

### Łucznictwo
| Zawodnik       | Konkurencja       | Runda rankingowa | Runda rankingowa | 1/32             | 1/16             | 1/8              | Ćwierćfinały     | Półfinały        | Finał            | Finał   |
| Zawodnik       | Konkurencja       | Wynik            | Seed             | Przeciwnik Wynik | Przeciwnik Wynik | Przeciwnik Wynik | Przeciwnik Wynik | Przeciwnik Wynik | Przeciwnik Wynik | Pozycja |
| -------------- | ----------------- | ---------------- | ---------------- | ---------------- | ---------------- | ---------------- | ---------------- | ---------------- | ---------------- | ------- |
| Jawor Christow | indywidualnie (m) | 663              | 35.              | Luis Álvarez 0-6 |                  |                  |                  |                  |                  | 33.     |

### Pływanie
Mężczyźni
| Zawodnik           | Konkurencja    | Eliminacje | Eliminacje | Półfinał | Półfinał | Finał     | Finał   |
| Zawodnik           | Konkurencja    | Czas       | Miejsce    | Czas     | Miejsce  | Czas      | Miejsce |
| ------------------ | -------------- | ---------- | ---------- | -------- | -------- | --------- | ------- |
| Wencisław Ajdarski | 1500m dowolnym | 15:34,86   | 28.        |          |          |           |         |
| Petyr Stojczew     | 10 km          |            |            |          |          | 1:50:44,4 | 9.      |

Kobiety
| Zawodniczka         | Konkurencja      | Eliminacje | Eliminacje | Półfinał | Półfinał | Finał | Finał   |
| Zawodniczka         | Konkurencja      | Czas       | Miejsce    | Czas     | Miejsce  | Czas  | Miejsce |
| ------------------- | ---------------- | ---------- | ---------- | -------- | -------- | ----- | ------- |
| Nina Rangelowa      | 100m dowolnym    | 55,52      | 24.        |          |          |       |         |
| Nina Rangelowa      | 200m dowolnym    | 1:59,21    | 19.        |          |          |       |         |
| Nina Rangelowa      | 400m dowolnym    | 4:11,71    | 23.        |          |          |       |         |
| Jekaterina Awramowa | 100m grzbietowym | 1:02,20    | 31.        |          |          |       |         |
| Jekaterina Awramowa | 200m grzbietowym | 2:15,44    | 32.        |          |          |       |         |

### Podnoszenie ciężarów
Mężczyźni
| Zawodnik    | Konkurencja | Rwanie | Rwanie  | Podrzut | Podrzut | Razem  | Pozycja |
| Zawodnik    | Konkurencja | Wynik  | Pozycja | Wynik   | Pozycja | Razem  | Pozycja |
| ----------- | ----------- | ------ | ------- | ------- | ------- | ------ | ------- |
| Iwan Markow | -85 kg      | 172 kg | 3.      | 203 kg  | 7.      | 375 kg | 5.      |

Kobiety
| Zawodniczka  | Konkurencja | Rwanie | Rwanie  | Podrzut | Podrzut | Razem  | Pozycja |
| Zawodniczka  | Konkurencja | Wynik  | Pozycja | Wynik   | Pozycja | Razem  | Pozycja |
| ------------ | ----------- | ------ | ------- | ------- | ------- | ------ | ------- |
| Miłka Manewa | -63 kg      | 102 kg | 5.      | 131 kg  | 4.      | 233 kg | 5.      |

### Siatkówka
Mężczyźni
- Reprezentacja mężczyzn

| - Georgi Bratoew - Todor Skrimow - Dobromir Dimitrow - Walentin Bratoew - Władimir Nikołow - Wiktor Josifow |  | - Teodor Sałparow - Teodor Todorow - Todor Aleksijew - Nikołaj Penczew - Nikołaj Nikołow - Cwetan Sokołow |

| Drużyna  | Konkurencja      | Faza grupowa          | Faza grupowa     | Faza grupowa     | Faza grupowa     | Faza grupowa     | Faza grupowa | Ćwierćfinały     | Półfinały        | Mecz o 3. miejsce | Pozycja |
| Drużyna  | Konkurencja      | Przeciwnik Wynik      | Przeciwnik Wynik | Przeciwnik Wynik | Przeciwnik Wynik | Przeciwnik Wynik | Pozycja      | Przeciwnik Wynik | Przeciwnik Wynik | Przeciwnik Wynik  | Pozycja |
| -------- | ---------------- | --------------------- | ---------------- | ---------------- | ---------------- | ---------------- | ------------ | ---------------- | ---------------- | ----------------- | ------- |
| Bułgaria | siatkówka halowa | Wielka Brytania · 3:0 | Polska · 3:1     | Australia · 3:0  | Argentyna · 1:3  | Włochy · 3:0     | 1            | Niemcy · 3:0     | Rosja · 1:3      | Włochy · 1:3      | 4.      |

### Strzelectwo
Mężczyźni
| Zawodnik    | Konkurencja | Kwalifikacje | Kwalifikacje | Finał | Finał   |
| Zawodnik    | Konkurencja | Wynik        | Pozycja      | Wynik | Pozycja |
| ----------- | ----------- | ------------ | ------------ | ----- | ------- |
| Anton Rizow | kpn 60      | 593          | 22.          |       |         |
| Anton Rizow | Kdw 3x40    | 1162         | 24.          |       |         |
| Anton Rizow | Kdw 60l     | 588          | 42.          |       |         |

Kobiety
| Zawodnik         | Konkurencja | Kwalifikacje | Kwalifikacje | Finał | Finał   |
| Zawodnik         | Konkurencja | Wynik        | Pozycja      | Wynik | Pozycja |
| ---------------- | ----------- | ------------ | ------------ | ----- | ------- |
| Antoaneta Bonewa | ppn 60      | 384          | 9.           |       |         |
| Marija Grozdewa  | ppn 60      | 378          | 24.          |       |         |
| Antoaneta Bonewa | Psp 60      | 582          | 10.          |       |         |
| Marija Grozdewa  | Psp 60      | 583          | 9.           |       |         |
| Petja Łukanowa   | Kpn 40      | 392          | 40.          |       |         |
| Petja Łukanowa   | ksp 3x20    | 577          | 30.          |       |         |

### Szermierka
Kobiety
| Zawodnik             | Konkurencja          | 1/32             | 1/16              | 1/8              | Ćwierćfinały     | Miejsca 5-8.     | Półfinały        | Mecz o 5. miejsce | Finał            | Finał   |
| Zawodnik             | Konkurencja          | Przeciwnik Wynik | Przeciwnik Wynik  | Przeciwnik Wynik | Przeciwnik Wynik | Przeciwnik Wynik | Przeciwnik Wynik | Przeciwnik Wynik  | Przeciwnik Wynik | Pozycja |
| -------------------- | -------------------- | ---------------- | ----------------- | ---------------- | ---------------- | ---------------- | ---------------- | ----------------- | ---------------- | ------- |
| Margarita Czornakowa | szabla indywidualnie |                  | Olha Charłan 8-15 |                  |                  |                  |                  |                   |                  | 17.     |

### Tenis ziemny
Kobiety
| Zawodnik          | Konkurencja | 1/32                           | 1/16                     | 1/8              | Ćwierćfinały     | Półfinały        | Finał            | Finał         |
| Zawodnik          | Konkurencja | Przeciwnik Wynik               | Przeciwnik Wynik         | Przeciwnik Wynik | Przeciwnik Wynik | Przeciwnik Wynik | Przeciwnik Wynik | Pozycja       |
| ----------------- | ----------- | ------------------------------ | ------------------------ | ---------------- | ---------------- | ---------------- | ---------------- | ------------- |
| Cwetana Pironkowa | singel      | Dominika Cibulková 7:6(4), 6:2 | Flavia Pennetta 5:7, 1:6 | → Nie awansowała | → Nie awansowała | → Nie awansowała | → Nie awansowała | Miejsca 17-32 |

Mężczyźni
| Zawodnik        | Konkurencja | 1/32                     | 1/16                  | 1/8              | Ćwierćfinały     | Półfinały        | Finał            | Finał         |
| Zawodnik        | Konkurencja | Przeciwnik Wynik         | Przeciwnik Wynik      | Przeciwnik Wynik | Przeciwnik Wynik | Przeciwnik Wynik | Przeciwnik Wynik | Pozycja       |
| --------------- | ----------- | ------------------------ | --------------------- | ---------------- | ---------------- | ---------------- | ---------------- | ------------- |
| Grigor Dimitrow | singel      | Łukasz Kubot 6:3, 7:6(4) | Gilles Simon 3:6, 3:6 | → Nie awansował  | → Nie awansował  | → Nie awansował  | → Nie awansował  | Miejsca 17-32 |

### Zapasy
Mężczyźni – styl klasyczny
| Zawodnik              | Konkurencja | Kwalifikacje             | 1/8                  | Ćwierćfinał                | Półfinał         | Repesaż 1        | Repesaż 2            | Finał            | Finał   |
| Zawodnik              | Konkurencja | Przeciwnik Wynik         | Przeciwnik Wynik     | Przeciwnik Wynik           | Przeciwnik Wynik | Przeciwnik Wynik | Przeciwnik Wynik     | Przeciwnik Wynik | Pozycja |
| --------------------- | ----------- | ------------------------ | -------------------- | -------------------------- | ---------------- | ---------------- | -------------------- | ---------------- | ------- |
| Aleksandyr Kostadinow | -55 kg      |                          | Li Shujin 2-4        |                            |                  |                  |                      |                  | 12.     |
| Iwo Angełow           | -60 kg      |                          | Ellis Coleman 3-1    | Omid Norouzi 0-3           |                  | Sheng Jiang 3-1  | Ałmat Kebyspajew 0-3 |                  | 7.      |
| Christo Marinow       | -84 kg      |                          | Danijał Gadżijew 0-3 |                            |                  |                  |                      |                  | 18.     |
| Elis Guri             | -96 kg      | Alin Alexuc-Ciurariu 2-0 | Soso Jabidze 1-3     | Cimafiej Dziejniczenka 0-4 |                  |                  |                      |                  | 7.      |

Mężczyźni – styl wolny
| Zawodnik         | Konkurencja | Kwalifikacje       | 1/8                           | Ćwierćfinał      | Półfinał         | Repesaż 1          | Repesaż 2        | Finał                | Finał   |
| Zawodnik         | Konkurencja | Przeciwnik Wynik   | Przeciwnik Wynik              | Przeciwnik Wynik | Przeciwnik Wynik | Przeciwnik Wynik   | Przeciwnik Wynik | Przeciwnik Wynik     | Pozycja |
| ---------------- | ----------- | ------------------ | ----------------------------- | ---------------- | ---------------- | ------------------ | ---------------- | -------------------- | ------- |
| Radosław Welikow | -55 kg      | nikolay Noew 2-0   | Wladimer Chinczegaszwilii 3-5 |                  |                  | Ibrahim Farag 6-0  | Amit Kumar 2-0   | Shin’ichi Yumoto 1-3 | 5.      |
| Anatolie Guidea  | -60 kg      | Yogeshwar Dutt 1-7 |                               |                  |                  |                    |                  |                      | 13.     |
| Leonid Bazan     | -66 kg      |                    | Cəbrayıl Həsənov 1-6          |                  |                  |                    |                  |                      | 14.     |
| Kirił Terzijew   | -74 kg      |                    | Sadegh Goudarzi 1-8           |                  |                  | Soslan Tigiyev 0-6 |                  |                      | 15.     |

Kobiety – styl wolny
| Zawodnik       | Konkurencja | Kwalifikacje           | 1/8                | Ćwierćfinał       | Półfinał         | Repesaż 1        | Repesaż 2        | Finał                 | Finał   |
| Zawodnik       | Konkurencja | Przeciwnik Wynik       | Przeciwnik Wynik   | Przeciwnik Wynik  | Przeciwnik Wynik | Przeciwnik Wynik | Przeciwnik Wynik | Przeciwnik Wynik      | Pozycja |
| -------------- | ----------- | ---------------------- | ------------------ | ----------------- | ---------------- | ---------------- | ---------------- | --------------------- | ------- |
| Stanka Złatewa | -72 kg      | Vasilisa Marzaliuk 2-0 | Jenny Fransson 2-0 | Annabelle Ali 5-3 | Maider Unda 4-0  |                  |                  | Natalja Worobjowa 3-5 | srebro  |

### Żeglarstwo
Kobiety
| Zawodnik                    | Konkurencja | Wyścig | Wyścig | Wyścig | Wyścig | Wyścig | Wyścig | Wyścig | Wyścig | Wyścig | Wyścig | Wyścig | Punkty | Finałowa pozycja |
| Zawodnik                    | Konkurencja | 1      | 2      | 3      | 4      | 5      | 6      | 7      | 8      | 9      | 10     | M*     | Punkty | Finałowa pozycja |
| --------------------------- | ----------- | ------ | ------ | ------ | ------ | ------ | ------ | ------ | ------ | ------ | ------ | ------ | ------ | ---------------- |
| Irina Konstantinowa-Bontemp | RS:X        | 23     | 22     | 15     | 20     | 23     | 20     | 20     | 16     | 24     | 21     |        | 180    | 22.              |

Mężczyźni
| Zawodnik   | Konkurencja | Wyścig | Wyścig | Wyścig | Wyścig | Wyścig | Wyścig | Wyścig | Wyścig | Wyścig | Wyścig | Wyścig | Punkty | Finałowa pozycja |
| Zawodnik   | Konkurencja | 1      | 2      | 3      | 4      | 5      | 6      | 7      | 8      | 9      | 10     | M*     | Punkty | Finałowa pozycja |
| ---------- | ----------- | ------ | ------ | ------ | ------ | ------ | ------ | ------ | ------ | ------ | ------ | ------ | ------ | ---------------- |
| Joan Kolew | RS:X        | 29     | 31     | 39     | 16     | 20     | 35     | 26     | 19     | 19     | 8      |        | 207    | 26.              |

M = Wyścig medalowy